# Cabo Lucrecia
Cabo Lucrecia är en udde i Kuba.   Den ligger i provinsen Provincia de Holguín, i den östra delen av landet, 700 km öster om huvudstaden Havanna.
Terrängen inåt land är platt. Havet är nära Cabo Lucrecia åt nordost.  Närmaste större samhälle är Banes, 15,9 km sydväst om Cabo Lucrecia. 